# Mackinac Island (Michigan)
Pour l'article sur l'île, voir île Mackinac.
Mackinac Island est une localité ayant le statut de cité située sur l'île Mackinac, en anglais Mackinac Island, dans le comté de Mackinac de l'État du Michigan aux États-Unis. Son territoire s'étend sur l'intégralité de l'île ainsi que sur l'île voisine de Round Island. Lors du recensement de 2000, la ville avait une population de 523 habitants permanents alors que celle-ci augmente de plusieurs milliers lors des périodes de vacances estivales. De 1818 à 1882, la localité était le siège du comté de Michilimackinac avant que celui-ci ne devienne le comté de Mackinac et que le siège soit transféré dans une autre ville plus importante. La localité fut officialisée par le Michigan en tant que cité en 1899.
Une règlementation locale interdit l'utilisation de véhicules motorisés sur l'île sauf certains véhicules spécifiques comme pour les secours d'urgence ou les voitures pour golfeurs. En hiver, les motoneiges sont toutefois autorisés quand ils arrivent à atteindre l'île depuis le continent via la banquise qui se forme sur le lac Huron. L'île abrite le Grand Hotel, un luxueux hôtel qui servit de décor pour le film Quelque part dans le temps de 1980 avec Christopher Reeve et Jane Seymour.

## Géographie

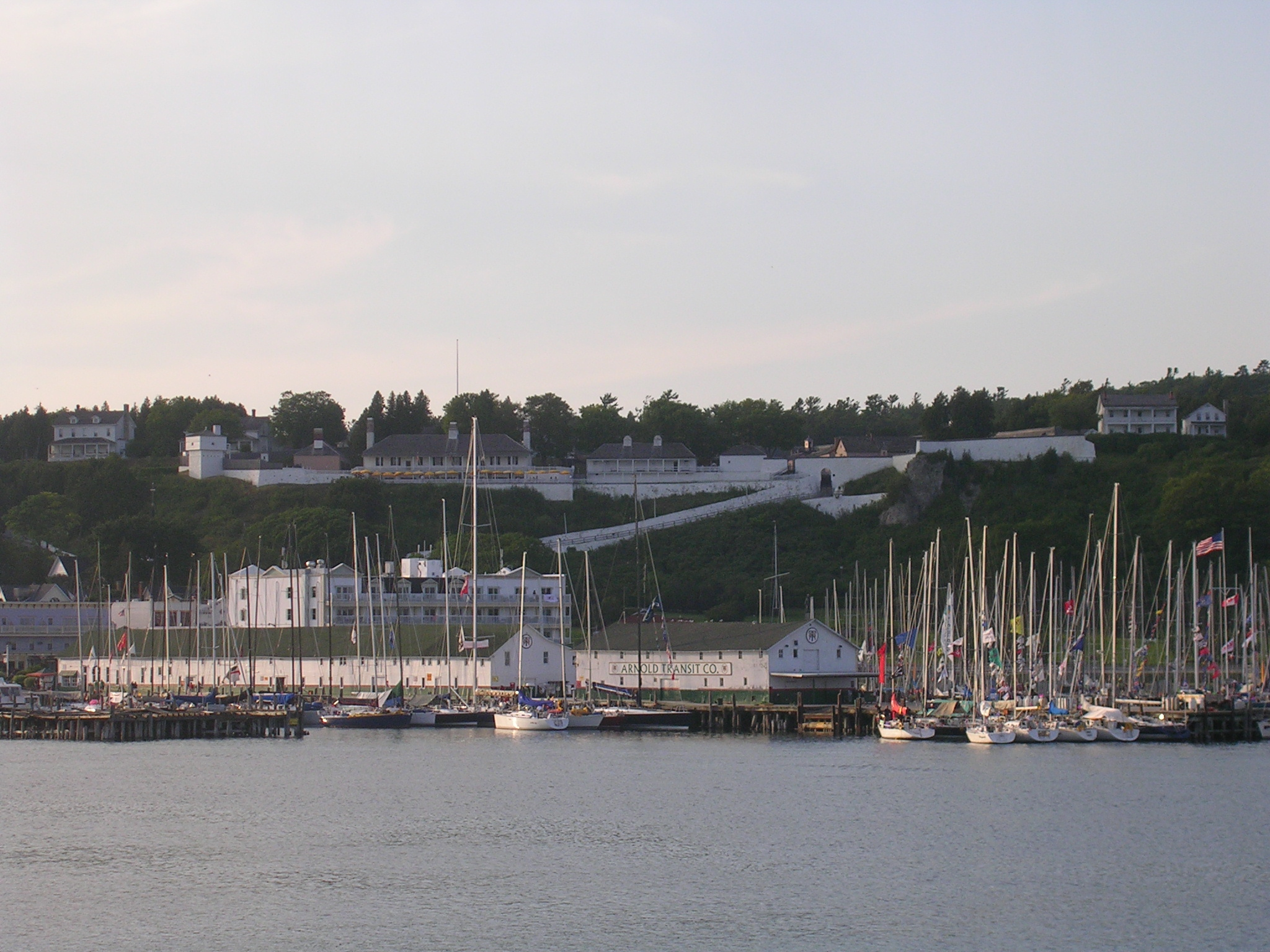
Cité et port.

Le territoire de la cité totalise 14,5 km2 dont 3,2 km2 de plans d'eau. La cité comprend l'île Mackinac mais aussi la petite île inhabitée de Round Island. La cité est ainsi située à l'extrémité orientale du détroit de Mackinac qui relie le lac Huron au lac Michigan. Le territoire de Round Island appartient à la forêt nationale de Hiawatha tandis que la plus grande partie (82 %) de l'île Mackinac appartient au parc d'État de Mackinac Island. Toute la zone du parc n'est pas gérée par la cité mais par l'État du Michigan et en particulier par la Mackinac Island State Park Commission (MISPC).

## Démographie
Selon le recensement de 2000, la cité accueille 523 habitants permanents répartis en 252 ménages et 143 familles. La densité de population est de 46,2 hab/km2 tandis qu'il y avait 565 habitations. La population est composée à 75,72 % de Blancs et de 18,36 % d'Amérindiens. 18 % de la population a moins de 18 ans, 6,5 % de 18 à 24 ans, 34,4 % de 25 à 34, 28,9 % de 45 à 64 et 12,2 % plus de 65 ans ; l'âge moyen est de 41 ans. Le revenu moyen par habitant est de 27 965 dollars.

## Éducation
L'éducation dans l'île est gérée par la Mackinac Island Public School.